# Can Rogent
Can Rogent és una masia de Sant Andreu de Llavaneres (Maresme) inclosa a l'Inventari del Patrimoni Arquitectònic de Catalunya.

## Descripció
Can Rogent és una masia de tipus basilical. Consta de planta baixa, pis i golfes, aquestes estan a la part central de la casa. Les obertures són de pedra i de forma rectangular. Hi ha un rellotge de sol a la façana. A la porta d'entrada, que és de pedra amb llinda. Les dovelles de l'antiga porta estan posades a terra, de forma circular, fent funció d'esglaó.

## Història
Al segle xvi els Rogent ja estaven establerts a Llavaneres. El 1574 Pere Rogent va ser batlle de Llavaneres (Sant Andreu i Sant Vicenç), i els anys 1798. El 1816 un altre Rogent tornà a ser batlle de Sant Andreu. El cognom es va mantenir fins al segle xix, i per herència materna es va canviar el mot Rogent per Roca. La primitiva casa data del segle xvi.